# Душан Ћорковић
Душан Ћорковић (Доња Бачуга, код Петриње, 2. фебруар 1921 — Загреб, 23. мај 1980) био је учесник Народноослободилачке борбе, генерал-пуковник Југословенске народне армије и народни херој Југославије.

## Биографија
Рођен је 2. фебруара 1921. године у селу Доња Бачуга, код Петриње, у сељачкој породици. Након завршетка основне школе, остао је у селу код родитеља, помажући им у свакодневном раду.
Брза капитулација Југословенске краљевске војске, распарчавање Југославије, успостављање Независне Државе Хрватске (НДХ) и насиље усташа, утицали су да се Ћорковић међу првима сврста у партизанске одреде, које је организовала Комунистичка партија Југославије (КПЈ). Већ 24. јула 1941. године, Ћорковић је постао борац Првог банијског партизанског одреда, под командом Васиља Гаћеше. У октобру 1941. године постаје члан Савеза комунистичке омладине Југославије (СКОЈ). Убрзо постаје десетар, затим водник и делегат вода. Половином 1942. године постао је члан Комунистичке партије Југославије и ушао је у Банијску пролетерску чету, која је била прва јединица у Хрватској са називом „пролетерска“.
У току рата, од 1941. до 1945. године, био је борац бомбаш, десетар, командир вода, чете и командант батаљона, командант Калничког партизанског одреда, заменик команданта Осамнаесте славонске бригаде, командант омладинске бригаде „Јожа Влаховић“, заменик команданта 33. хрватске дивизије НОВЈ. Последња ратна дужност му је била командант 33. дивизије Десетог загребачког корпуса НОВЈ. Поред војних функција, Ћорковић је вршио и партијске дужности.
Учествовао је у стотинама већих и мањих борби на Банији, у Босанској Крајини, Славонији, Подравини, Билогори, Хрватском загорју и Мославини. Ћорковић се истакао у многим биткама и акцијама, а његови су претпостављени често истицали како је „лудо храбар“. Незаборавни су били његови подвизи приликом заузимања Приједора маја 1942. године, ликвидација познатог упоришта Шпановица, те напади на Сирач, Грубишно Поље, Ђулавац, Воћин, Нови Град, Лудбрег, Копривницу, Бјеловар, Чазму, Орљавац, Каменску, Чачинце, Крижевце и многа друга места.
Када се Седамнаеста бригада после напорних маршева, форсирања Саве у јуну 1943, нашла у шуми Илијина греда (јужно од села Црквеног Бока) и када је од умора све људство, заједно са штабовима заспало, легионари су били обавештени о положају бригаде и одмах, из свих праваца, почели да је опкољавају. И управо кад су се легионари привукли на малу удаљеност и били спремни да уморне и поспане борце почну живе хватати, скочили су Ћорковић и Никола Демоња и са неколико својих курира отворили ватру на непријатеља. Настала је борба прса у прса и борци су веома брзо разбили обруч непријатеља, који је затим био присиљен на повлачење.
Ћорковић је у једној акцији између Лудбрега и Иванца развио батаљон за напад, а он на челу батаљона, јуришајући на коњу, налетео је право на непријатељско гнездо. Непријатељ је отворио ватру на Ћорковића и убио му коња, али се овај није збунио, већ је истог трена откачио бомбу и, искористивши мртвог коња као заклон, убацио бомбу у митраљеско гнездо, запленио митраљез и омогућио батаљону да у потпуности изврши задатак.
Приликом освајања Чачинаца, кога је непријатељ због своје утврђености назвао „Стаљинград“, развила се велика борба. И кад после неколико јуриша село још увек није било освојено, Ћорковић, тада заменик команданта Осамнаесте славонске бригаде, затражио је допуштење од команданта да извиди ситуацију, што му је овај дозволио, али без предузимања икаквих акција. Међутим, Ћорковић је дошао на положај, брзо се оријентисао, организовао ватру, стао на чело батаљона и понео га на јуриш. Упориште је освојено, али је Ћорковић у борби био тешко рањен.
После ослобођења Југославије, наставио је службовање у Југословенској народној армији (ЈНА), вршећи високе и одговорне дужности. Завршио је Вишу тенковску академију у Москви у трајању од две и по године, затим Вишу војну академију ЈНА и Курс оператике ЈНА у Београду, све са одличним успехом. Био је командант армије у чину генерал-пуковника ЈНА.
Умро је 23. маја 1980. године у Загребу. Сахрањен је у Гробници народних хероја на загребачком гробљу Мирогој.
Носилац је Партизанске споменице 1941. и осталих југословенских одликовања, међу којима су — Орден братства и јединства са златним венцем, Орден заслуга за народ са сребрним венцем, два Ордена за храброст, Орден партизанске звезде са пушкама и Орден народне армије са сребрном звездом. Од иностраних се истиче Партизански крст НР Пољске. Орденом народног хероја одликован је 23. јула 1952. године.